# 2010年長崎県知事選挙
2010年長崎県知事選挙（2010ねんながさきけんちじせんきょ）は、2010年（平成22年）2月21日に投開票が行われた長崎県知事を選出するための選挙。

## 概要
現職の金子原二郎の任期満了に伴う知事選挙。現職の金子は前年9月には、県議会の答弁の中で4選出馬に大いに出馬に意欲を見せ、出馬はほぼ間違いないとされていた。しかし、11月に入り金子が「自ら取り組んだ仕事に一定の道筋がついた」として4選不出馬を表明した。金子に出馬を望んでいた自民党県連や既に候補者選考を進めている民主党県連などからは驚きの声があがった。
金子の出馬が無くなり、自民党県連は一度、民主党との相乗り候補の擁立も視野に入れていたが断られ、候補者選考を急いだ。その中で藤井健、中村法道両長崎県副知事の名前が県連内から挙がり、調整を行った。この内、藤井は国交省の出身で「国交省に戻る必要がある」と述べ、自民党県連は中村に出馬要請を行い、本人も承諾。中村が知事選に名乗りを挙げた。
自民党県連の相乗り要請を断り、独自候補擁立を目指す民主党県連は推薦届の提出を受けた数名の候補者などと接触を行った結果、農水省官僚の橋本剛を最終的に擁立した。しかし、自民党などからは衆院選で「脱官僚」を掲げた党がなぜ官僚の橋本を擁立したのかという疑問の声が漏れた。尚、橋本は民主党県連には推薦願を出してはおらず、推薦届を出した候補からは恨み節とも取れる発言もあった。
ここに、同県出身のプロレスラー、元参議院議員で抜群の知名度を誇る大仁田厚、民主県連に推薦願を出していたうちの一人で県議会議員の押渕礼子、共産党推薦で前共産党県委員長の深町孝郎がそれぞれ無所属での立候補を表明。更に、告示直前には諫早市の会社役員の山田正彦、元会社員の松下満幸も立候補を表明し、最終的に過去最多の7人による選挙戦となった。
この他、民主県連に推薦願を出し、いち早く出馬を表明していた前ルーマニア大使の東良信と同じく民主県連に推薦願を出していた県議会議員の高比良元は最終的に出馬を断念し、両者は橋本の支援を表明。党内分裂は回避された。
各党の対応は、共産党が深町を推薦。自民党県連と公明党県本部が中村を全面支援。政権与党となった民主党と連立を組む国民新党、社民党が橋本を推薦した。この他、連合長崎は橋本の推薦を決定している。

## 選挙データ

### 告示日
- 2010年（平成22年）2月4日

### 執行日
- 2010年（平成22年）2月21日
- 当日の投票時間帯：8:00 ～ 20:00
- 期日前投票：2月5日 ～ 2月20日

### キャッチコピー
一票が 明日の県政 生む力

## 立候補者
7名、届け出順。
| 立候補者                       | 年齢 | 党派                                     | 現新元 | 肩書き                           |
| ------------------------------ | ---- | ---------------------------------------- | ------ | -------------------------------- |
| 橋本剛 （はしもと つよし）     | 40   | 無所属 （民主党、社民党、国民新党 推薦） | 新     | 元農水省改革推進室長             |
| 深町孝郎 （ふかまち たかお）   | 67   | 無所属 （共産党 推薦）                   | 新     | 前共産党県委員会委員長           |
| 中村法道 （なかむら ほうどう） | 59   | 無所属 （自民党県連、公明党県本部 支援） | 新     | 前長崎県副知事                   |
| 押渕礼子 （おしぶち れいこ）   | 71   | 無所属                                   | 新     | 医師、前長崎県議会議員           |
| 大仁田厚 （おおにた あつし）   | 52   | 無所属                                   | 新     | プロレスラー、元自民党参議院議員 |
| 松下満幸 （まつした みつゆき） | 62   | 無所属                                   | 新     | 元会社員                         |
| 山田正彦 （やまだ まさひこ）   | 44   | 無所属                                   | 新     | 会社役員                         |

### 選挙のタイムライン
- 2009年9月11日 - 東が長崎市内のホテルで記者会見を開き、出馬を表明[13]。
- 2009年9月18日 - 出馬を表明した東と、押渕・高比良の3氏が民主党県連に推薦願を提出[14]。
- 2009年11月4日 - 現職の金子が県庁で会見を開き、4選不出馬を表明[2]。
- 2009年11月17日 - 共産党県委員会などで組織する「民主県政をつくる会」は、深町を共産党推薦で擁立することを発表[9]。
- 2009年11月24日 - 民主党本部で常任幹事会を開かれ、既に出馬の意向を固めている橋本の推薦を決定[19]。
- 2009年11月28日 - 民主党県連から出馬要請を受けていた橋本が長崎市内のホテルで会見を開き、正式に出馬を表明[5]。
- 2009年12月3日 - 大仁田が長崎市内で会見を開き、出馬を表明[7]。
- 2009年12月10日 - 連合長崎が橋本の推薦を決定[21]。
- 2009年12月18日 - 押渕が長崎市内で会見を開き、出馬を表明[8]。
- 2009年12月24日 - 中村が長崎市内で会見を開き、正式に出馬を表明[4]。
- 2009年12月28日 - 公明党県本部が中村の支援を決定[18]。
- 2010年1月7日 - 出馬を表明していた東と高比良が出馬を見送ることを表明[15]。
- 2010年1月27日 - 社民党県連が橋本の推薦を決定[18]。その後、党本部の推薦も決定した。
- 2010年1月29日 - 山田が諫早市内で会見を開き、出馬を表明[10]。
- 2010年2月3日

国民新党が党本部で議員総会を開き、橋本の推薦を決定。
松下が出馬を表明。
- 2010年2月4日 - 告示。新人7人による争いに。
- 2010年2月21日 - 投開票。

### 各候補の訴え
（届け出順）
橋本
1. 農林水産業、地場産業の活性化、観光振興
2. 地方分権の推進、県民と対話する県政の推進
3. 九州新幹線の早期整備
4. 事業仕分けによるムダの排除
5. 県民1人あたりの所得の全国30位以内の実現 他

深町
1. 税金の無駄遣いをなくす
2. 九州新幹線の整備、石木ダム建設計画、県庁の移転の中止
3. 諫早湾干拓事業の中止、開門
4. 国民健康保険税の1万円引き下げ
5. 中学生までの医療費の無料化
6. 価格保障、所得補償で農林水産業の振興を図る 他

中村
1. 人の痛みに敏感な県政を目指す
2. 長崎県を観光立県にする、東アジア各国との交流の促進
3. 九州新幹線の早期開通
4. 地域ネットワークづくりの推進 他

押渕
1. 九州新幹線建設、県庁移転、石木ダム建設などの公共事業の早期中止
2. 地場産業の振興強化と雇用の拡大を図る
3. 「幼老共生」社会の構築
4. 県予算の総見直し 他

大仁田
1. 知事自らの退職金全額放棄と給与の30%カット
2. 地場中小企業の支援
3. 県産品など長崎県をPRする宣伝マンとなり1000億円の経済効果を生み出す
4. 観光立県長崎の復活
5. 九州新幹線の建設凍結、県庁移転の再度の議論
6. お年寄りや女性、子どもに優しい県政を目指す 他

松下
1. 刑務所をなくす
2. たばこ税を県独自に上げ、税収で高齢者の福祉施設を建設
3. 長崎を世界一有名にする 他

山田
1. 県民の生命と財産を守り、弱者救済型の県政を目指す
2. 県内の高速道路、バイパス道路の料金の全面無料化
3. 県内全域をカジノ特区とする 他

## 選挙結果

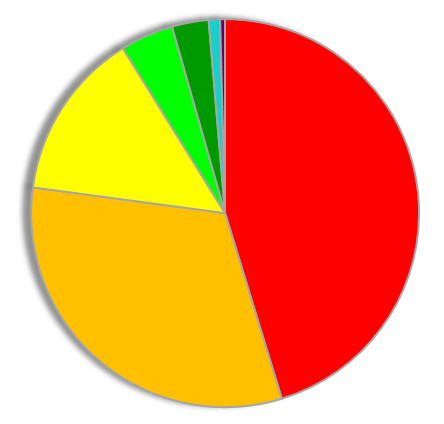
各候補の得票率（得票数の多かった順）

投票率は60.08%で、前回2006年の52.27%を上回り、投票率は1998年以来の60%代となった（前回比 +7.81%）。当日の有権者数は117万4280人で投票者数は70万5465人であった 。
候補者別の得票数の順位、得票数、得票率、惜敗率、供託金没収概況は以下のようになった。供託金欄のうち「没収」とある候補者は、有効投票総数の10%を下回ったため全額没収された。惜敗率は未発表のため暫定計算とした（小数3位以下四捨五入）。
|      | 順位 | 候補者名  | 党派   | 新旧 | 得票数  | 得票率 | 惜敗率 | 供託金 |
| ---- | ---- | --------- | ------ | ---- | ------- | ------ | ------ | ------ |
| 当選 | 1    | ■中村法道 | 無所属 | 新   | 316,603 | 45.29% | ----   |        |
|      | 2    | ■橋本剛   | 無所属 | 新   | 222,565 | 31.84% | 70.30% |        |
|      | 3    | ■大仁田厚 | 無所属 | 新   | 98,200  | 14.05% | 31.02% |        |
|      | 4    | ■押渕礼子 | 無所属 | 新   | 30,902  | 4.42%  | 9.76%  | 没収   |
|      | 5    | ■深町孝郎 | 無所属 | 新   | 21,291  | 3.05%  | 6.72%  | 没収   |
|      | 6    | ■山田正彦 | 無所属 | 新   | 6,634   | 0.95%  | 2.10%  | 没収   |
|      | 7    | ■松下満幸 | 無所属 | 新   | 2,889   | 0.41%  | 0.91%  | 没収   |

結果は、自民党と公明党が実質支援を行った中村は37年間の県での行政経験を基にした即戦力をアピール。民主党などが推薦した橋本やプロレスラーの大仁田らを抑え、与野党対決を制し初当選を果たした。橋本は若さと県政刷新を訴え、民主党などの政権与党の推薦を受けて選挙戦を展開したが、及ばず。抜群の知名度を誇る大仁田は、草の根選挙を徹底。背水の陣で臨んだが得票率3位止まりであった。
共産党推薦の深町や無所属で県議の押渕などは、全県への支持が広がらなかった。